# José Espina Von Roehrich
José Espina von Roehrich (8 de mayo de 1965) es un político mexicano, miembro del Partido Acción Nacional, ha ocupado los cargos de diputado federal, jefe delegacional de Benito Juárez y secretario general del PAN de 2004 a 2007. Actualmente es el presidente de la Comisión Nacional de Elecciones del PAN.

## Estudios
- Licenciado en Ciencias Políticas por la Universidad Popular Autónoma del Estado de Puebla (UPAEP) Archivado el 27 de diciembre de 1996 en Wayback Machine. Universidad Popular Autónoma del Estado de Puebla. 1983-1989. Tesis profesional presentada “ La Seguridad Pública en México”.
- Diplomado en Seguridad Pública. Universidad Iberoamericana. 1995.
- Diplomado en Estudios Parlamentarios. UNAM 1996.
- Diplomado en Planeación y Gerencia de la Defensa Nacional. Center for Hemisferic Defense Studies. Washington D. C. USA. 1999.
- Curso “Organización de un Partido Político Moderno” por la Fundación Konrad Adenauer ; en Bonn, Alemania, septiembre de 1995.

## Cargos de Elección Popular
- Miembro de la III Asamblea de Representantes del D. F., 1994-1997.

-Vicepresidente de la Comisión de Seguridad Pública.
-Miembro de las Comisiones de Participación Ciudadana, Educación y de Juventud, Deporte y Recreación.
- Diputado federal de mayoría por el XV Distrito Electoral Federal del Distrito Federal en la LVII Legislatura. 1997-2000.

-Secretario de la Comisión de Seguridad Pública.
-Miembro de las Comisiones de Defensa Nacional, Marina y del Distrito Federal.
-Presidente de la Comisión de Relaciones Exteriores y Defensa Nacional de la Comisión Permanente del H. Congreso de la Unión de mayo a agosto de 1999.
-Miembro de la Comisión de Prevención y Lucha contra el Narcotráfico y el Crimen Organizado del Parlamento Latinoamericano. 1997-2000.
- Jefe Delegacional en Benito Juárez (D.F.) octubre de 2000-abril de 2003.
- Diputado a la Asamblea Legislativa del Distrito Federal, III Legislatura, 2003-2006.

-Coordinador del Grupo Parlamentario del PAN

## Actividades Políticas
Militancia en el Partido Acción Nacional
- Miembro activo desde 1983.
- Miembro del Comité Logístico de la Campaña Presidencial del Ing. Manuel Clouthier en 1988.
- Secretario Nacional de Acción Juvenil de 1989 a 1992.
- Miembro del Comité Ejecutivo Nacional 1989-1992, 1999-2002 y 2005-2007
- Miembro del Consejo Nacional 1991-1995, 1998-2001, 2001-2004, 2004-2007 y 2007-2010.
- Coordinador Operativo de la campaña presidencial del Lic. Diego Fernández de Cevallos en el D.F. y Zona Metropolitana. 1994.
- Miembro del Comité Directivo Regional del D. F. 1996-1999 y 1999-2002.
- Miembro del Consejo Regional del D. F. 1997-2000 y 2001-2004.
- Coordinador nacional de los diputados locales del PAN (marzo-octubre de 2005).
- Secretario general del Comité Ejecutivo Nacional del PAN (octubre de 2005 a diciembre de 2007).
- Presidente de la Comisión Nacional de Elecciones del PAN (2008-2014).